# 宋日昊
宋 日昊（ソン・イルホ、1955年4月 - ）は、北朝鮮の外交官。現職は朝日国交正常化交渉担当大使。平壌直轄市生まれ。平壌師範大学（日本語専攻）を卒業し、留学経験はないが流暢な日本語を話す。

## 略歴
社会主義青年同盟（現在社会主義愛国青年同盟）中央委員会、朝日友好親善協会常務委員（1985年6月就任）、朝鮮労働党国際部日本課長、外務省研究員などを歴任。外務省副局長ののち朝日国交正常化交渉担当大使となる。

## 人物
日本語が堪能でタフネゴシエーター的な存在である。1990年の金丸信自民党副総裁以下自社両党代表団の訪朝時に初めて存在を示した。1991年の朝鮮労働党代表団（団長金容淳党書記）のメンバーとして訪日した。その後も度々訪日して日本政界との関係を密にしていった。2004年の小泉純一郎総理の訪朝に深く関わり、2006年2月の日朝包括並行協議ののち朝日国交正常化交渉担当大使となる。
2008年8月11日~12日、中国の瀋陽で開催された日朝実務者協議に出席し、拉致問題の再調査実施で合意した。その後、9月上旬に平壌で一部マスコミの取材に応えていたのを最後に同月、朝鮮総連幹部、日朝国交促進国民協会メンバー等が訪朝した時、応対するはずの宋大使の姿はなく、代わりに金哲虎外務省アジア局副局長、李炳徳外務省日本担当研究員が応対するなど日本側が接触を試みても連絡がない状態が続いた。8月の日朝実務者協議の席上、北朝鮮当局の許可なく、北朝鮮が発表した17名の日本人拉致被害者のほかに被害者がいる旨を示唆したことにより、自己批判を命じられているという情報が寄せられている。また、1997年当時にも一時失脚したことがある。
2010年4月17日、久々に公に登場し、日本の高校無償化法で現時点で朝鮮学校を除外したことは民族差別とし善処を求めるとともに無償化されれば、拉致問題においてやるべきことはやると答えた。（平壌で共同通信取材）
2012年4月16日、日本の元国会議員らの訪朝団と平壌で面会。歴史問題により日本がそれを一掃しない限り関係改善はないとした。また、先に行われていた民主党中井洽拉致問題担当相との4回の会談内容を明らかにした。北朝鮮地域で北朝鮮建国前にソ連に留置され亡くなった日本の民間人と軍人の日本人墓地が各地で発見されており、その肉親が墓参のために訪朝を希望すれば日本政府からでも、個人の申請でもこれを受け入れると表明した。
2012年11月13日、「日朝政府間協議」に出席するため、ウランバートルに到着した。
2014年9月29日、拉致被害者再調査結果について日本政府担当者に「ピョンヤンで直接報告を聞いてほしい」と突如打診、当初の日本政府との間に交わした「夏の終わりから秋の初めの時期に初回報告をする」という約束（書面は交わしておらず、口約束）を反故にした。足をすくわれた格好になった日本政府は対応に苦慮したが、最終的に10月下旬にピョンヤンに外務省アジア大洋州局長を派遣することを決定した。
2015年9月9日、共同通信社とのインタビューに応じ、拉致事件の報告書はほぼ完成していると述べた。
2016年10月5日、福岡県日朝友好協会のメンバーと面会した。
2019年9月18日、金丸信元自民党副総裁の二男・信吾氏が団長を務める訪朝団との懇談会に出席し、「日本側の具体的な行動が必要だ」と述べた。